# Elvir Laković Laka
Elvir Laković, znany także jako Laka (ur. 15 marca 1969 w Goraždach) – bośniacki piosenkarz, reprezentant Bośni i Hercegowiny w 53. Konkursie Piosenki Eurowizji w 2008 roku.

## Dzieciństwo i edukacja
Laković jest synem prawnika i pracownicy firmy telekomunikacyjnej. Uczęszczał do szkoły muzycznej do klasy gitary, jednak po kilku miesiącach nauki porzucił studia z powodu niezadowolenia metodami nauczania nauczycieli. Później dwa lata studiował higienę pracy zawodowej na uniwersytecie w Niszu w Serbii, ale nie ukończył kursu.
Podczas wojny bośniackiej został powołany do Krajowej Armii. Po wojnie pracował dla kilku międzynarodowych organizacji przez sześć lat.

## Kariera muzyczna

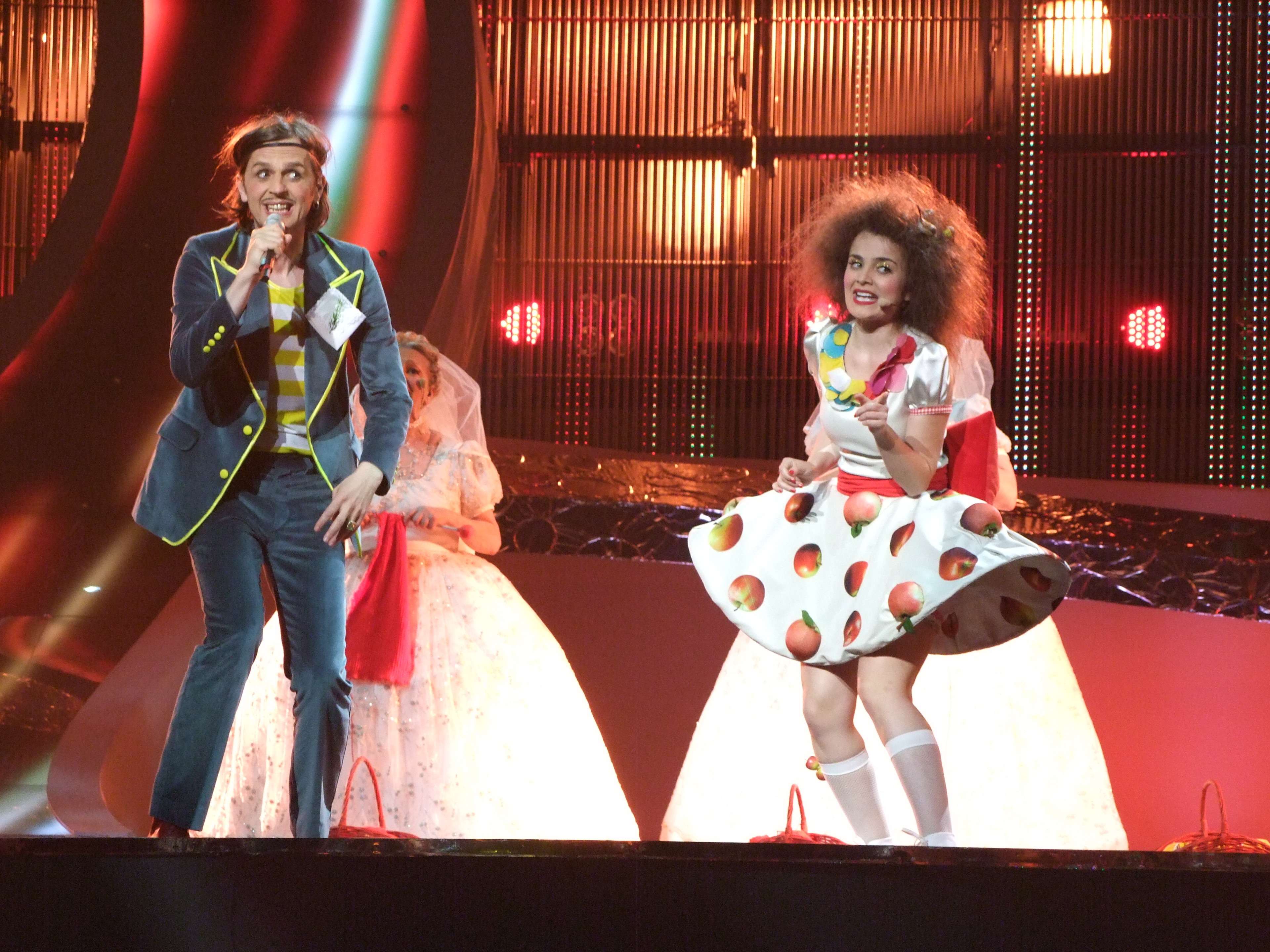
Elvir „Laka” Laković podczas występu w 53. Konkursie Piosenki Eurowizji w 2008 roku

Na początku swojej kariery muzycznej Laković grał w małych kawiarniach znane bośniackie piosenki folkowe. W 1998 roku opublikował swój pierwszy utwór „Malo sam se razočar'o”, który zdobył popularność i zapewnił piosenkarzowi rozpoznawalność w kraju. Niedługo potem ukazały się jego kolejne single – „Vještica”, „Piškila” i „Ja sam mor'o”, który otrzymał bośniacką nagrodę muzyczną Indexi w kategorii najlepszy rockowy utwór roku.
W 2004 roku Laković wyjechał do Nowego Jorku, gdzie planował założyć nowy zespół muzyczny, jednak dwa i pół roku później powrócił do kraju. W 2007 wydał swój debiutancki album studyjny zatytułowany Zec. W grudniu tego samego roku Laković został ogłoszony reprezentantem Bośni i Hercegowiny z utworem „Pokušaj” podczas 53. Konkursu Piosenki Eurowizji organizowanym w Belgradzie w 2008 roku. 20 maja wystąpił razem ze swoją siostrą Mirelą w pierwszym półfinale widowiska i z dziewiątego miejsca awansowali do finału, w którym zajęli ostatecznie dziesiąte miejsce z 110 punktami na koncie, w tym m.in. z maksymalnymi notami 12 punktów od Serbii i Chorwacji.
W 2009 roku Laković został bośniackim sekretarzem ogłaszającym wyniki krajowego głosowania w finale 54. Konkursu Piosenki Eurowizji. Rok później wydał swoją drugą płytę studyjną zatytułowaną Stvorenje. W 2012 roku ponownie ogłaszał wyniki głosowania Bośni i Hercegowiny podczas finału 57. Konkursu Piosenki Eurowizji.

## Dyskografia

### Albumy studyjne
- Zec (2007)
- Stvorenje (2010)